# Amblypodia eberalda
Amblypodia eberalda är en fjärilsart som beskrevs av Hans Fruhstorfer 1907. Amblypodia eberalda ingår i släktet Amblypodia och familjen juvelvingar. Inga underarter finns listade i Catalogue of Life.